# Jüri Uluots
Jüri Uluots (13 janvier 1890 à Kirbla aujourd'hui commune de Lihula, arrondissement de Lääne - 9 janvier 1945 à Stockholm en Suède) est un homme d'État et juriste estonien qui a été Premier ministre de la république d'Estonie entre 1939 et 1940 puis Premier ministre et président de la République par intérim en exil de 1940 à 1945.

## Biographie
Jüri Uluots passe son baccalauréat à Pärnu en actuelle Estonie, appartenant alors à l'Empire russe et fait des études juridiques entre 1910 et 1918 à l'université de Saint-Pétersbourg (Russie). Il enseigne par la suite le droit romain jusqu'en 1944 à l'université de Tartu en Estonie. Il occupe le poste de doyen de la faculté entre 1924 et 1931. Il est rédacteur du journal estonien Kaja (Écho) et rédacteur en chef du journal Postimees en 1937/1938.

### Carrière politique
Uluots est député au parlement estonien de 1920 à 1926 et de 1929 à 1932. De 1937 à 1940 il est chef du parti unique Union de la patrie sous le régime autoritaire mis en place en 1934 et dirigé par le président Konstantin Päts. Il exerce la fonction de premier ministre du 12 octobre 1939 jusqu'à l'invasion du pays par l'Union soviétique le 17 juin 1940. À la suite de l'arrestation et de la déportation du président Päts par les autorités soviétiques il devient  la plus haute autorité politique de jure du pays.

### Seconde Guerre mondiale
Alors que l'Armée rouge s'apprête à enfoncer les lignes allemandes et envahir l'Estonie il lance un appel radio pour mobiliser les volontaires estoniens assurant la défense du pays. L'objectif est de montrer à la communauté internationale la volonté du peuple estonien de résister. Alors que la Wehrmacht  abandonne l'Estonie, Uluots qui est atteint d'un cancer forme un nouveau gouvernement dirigé par Otto Tief  le 18 septembre 1944. Une partie des membres du nouveau gouvernement parvient à s'échapper lorsque l'Armée rouge s'empare du pays tandis que les autres sont arrêtés. Uluots qui est parvenu à fuir en Suède décède peu après en 1945.

## Sources
- (de) Cet article est partiellement ou en totalité issu de l’article de Wikipédia en allemand intitulé « Jüri Uluots » (voir la liste des auteurs).